# Ormanseven, Sürmene
Ormanseven là một thị trấn thuộc huyện Sürmene, tỉnh Trabzon, Thổ Nhĩ Kỳ. Dân số thời điểm năm 2011 là 1.709 người.